# Nicola Canali
Nicola Canali (ur. 6 czerwca 1874 w Rieti, zm. 3 sierpnia 1961 w Watykanie) – włoski kardynał protodiakon.
Ogłosił wybór kardynała Angelo Giuseppe Roncaliego (Jana XXIII) na papieża, a następnie w dniu 4 listopada 1958 koronował go na schodach Bazyliki św. Piotra na Watykanie. Nicola Canali studiował w Rzymie teologię i filozofię. 31 marca 1900 przyjął święcenia kapłańskie. W 1935 Pius XI mianował go kardynałem diakonem San Nicola in Carcere Tulliano. Uczestniczył w dwóch konklawe (1939 i 1958). Wielki penitencjariusz od 15 października 1941. W latach 1949–1961 pełnił funkcję Wielkiego Mistrza Zakonu Rycerskiego Grobu Bożego w Jerozolimie.
Został pochowany w kościele św. Onufrego w Rzymie.